# Smash Mouth (álbum)
Smash Mouth é o terceiro álbum auto-intitulado de estúdio da banda de rock Smash Mouth, lançado no final de 2001. Foi o seu primeiro álbum com o novo baterista Michael Urbano e o seu lançamento foi adiado alguns meses, devido à morte do filho do cantor Steve Harwell, Presley Scott Harwell.
Smash Mouth realizou um concurso em seu site em 2000 para o nome de seu terceiro álbum. O resultado foi um empate e acabou ganhando a sugestão de o álbum não ter nome. Ele foi lançado em 2001, juntamente com o single "Pacific Coast Party".

## Lista de faixas
1.	"Holiday in My Head"	- Greg Camp -	2:40

2.	"Your Man"	- Camp -	3:36

3.	"Pacific Coast Party"	- Camp, Paul De Lisle -	2:58

4.	"She Turns Me On"	- Paul Cafaro, Eric Valentine -	3:12

5.	"Sister Psychic"	- Camp -	3:16

6.	"Out of Sight"	- Camp -	2:56

7.	"Force Field"	- Camp -	3:49

8.	"Shoes 'n' Hats"	- Camp -	2:48

9.	"Hold You High"	- Camp -	3:01

10.	"The In Set"	- Camp -	3:41

11.	"Disenchanted"	- Camp -	4:16

12.	"Keep It Down"	- Camp -	5:31

13.	"I'm a Believer"	- Neil Diamond -	3:07

Total length:	42:11

## Pessoal
- Steve Harwell – vocais
- Paul De Lisle – baixo, vocal de apoio
- Greg Camp – guitarra, vocal de apoio
- Miguel Urbano – bateria, percussão
- Michael Klooster - teclados, vocal de apoio
- Eric Valentine – produtor, engenheiro, mixer
- David Campbell – arranjos de cordas

## Por trás das cenas
No final de "Disenchanted", você pode ouvir o som de algo caindo no chão. Steve Harwell estava gravando seus vocais em uma sala de grandes dimensões, normalmente usada para orquestras em trilhas sonoras de filmes no Skywalker Sound. Quando ele terminou, acidentalmente derrubou um tudo de microfone antigo Georg Neumann. Ele tenta convencer os produtores e engenheiros de que está tudo bem e que poderia ser consertado com fita adesiva, mas o microfone não foi prejudicado.

## Uso na mídia
- "Holiday in My Head" foi destaque na trilha sonora para o filme Clockstoppers e para o trailer de 2005, filme de Animação da DreamWorks Madagascar e também foi incluída no álbum "Nolee Mix", que foi lançado para promover a  My Scene bonecas.
- "I'm a Believer", um cover do clássico the Monkees, foi apresentado em 2001 pelo filme Shrek.
- "Pacific Coast Party" foi destaque no jogo de vídeo da Disney Extreme Skate Adventure. Para isso, a linha de abertura: "Get your motor runnin', California Interstate 1" foi repetida no segundo verso da canção, substituindo: "Quit your bitchin', bite your tongue, save it for a rainy day, son" para torná-la adequada ao jogo. Ele também é destaque em trilhas sonoras de filmes  Not Another Teen Movie e The Sweetest Thing.